# リムガウダス
リムガウダス（リトアニア語: Rimgaudas）は、伝説上のパレモナス朝出身の神話的なリトアニア大公、且つ初代リトアニア国王ミンダウガス（1251年 – 1263年）の父である。
その他の点で知られていないアルギマンタスの息子であるリムガウダスが最初に言及されるのは、二番目に編纂されて1515年頃に書かれたリトアニア年代記であり、それは歴史的根拠を有していなかった。年代記ではリムガウダスはミンスク付近のモヒルナでのネマン川でモンゴルに勝利した後にナヴァフルダクに帰還した。この戦闘はモンゴルがリトアニアに侵入した幾つかの歴史的事実に基づいているが、それがあったのは1230年代後半及び1240年代初頭である。しかしながら、その時にはミンダウガスが既にリトアニアで最高権力を有していた事実が知られている。伝説上の出来事ではリムガウダスは3人の息子の父となったと主張し、その中の1人であるヴァイシュヴィルガスをナヴァフルダクに残している。 しかしながら同時代の信頼足りる資料によればヴァイシュヴィルカスはミンダウガスの息子であることが知られている。それ故に、三番目に編纂されたリトアニアの年代記、あるいはブィホヴィエツ年代記として知られるものではリムガウダスをミンダウガスの父とすることで明白な矛盾点を正している。この伝説のバリエーションはマチェイ・ストリイコフスキイやその他の歴史家によって普及され、今日でも生き残っている。実際のところは信頼に足りる資料ではミンダウガスの父の名は出ていない。同時代の資料であるリヴォニア押韻年代記には調度、活発的なミンダウガスの父にあたる積極的な公が言及れているが、名前は示されていない。 